# Abbazia di Jervaulx

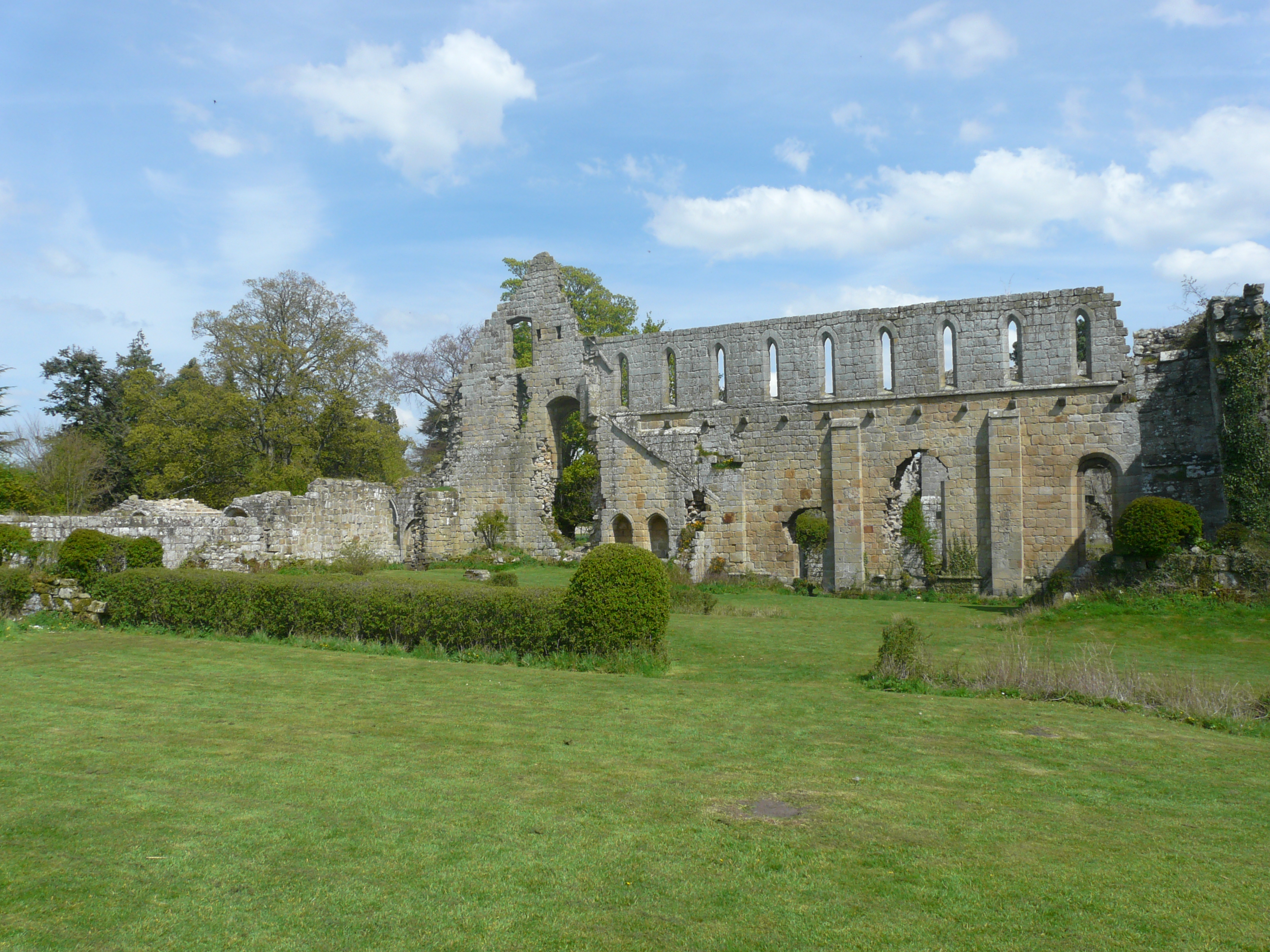
Le rovine dell'abbazia di Jervaulx

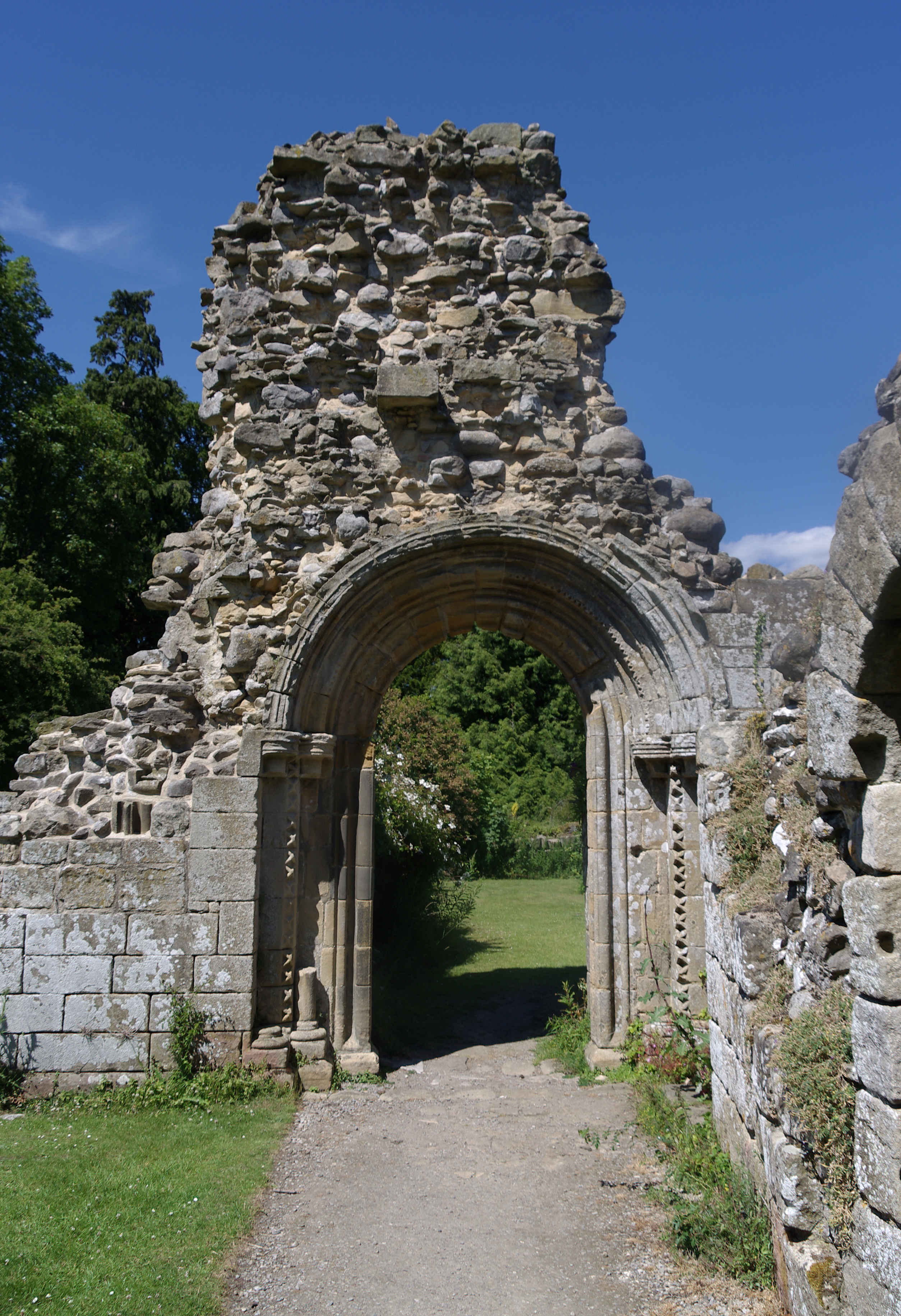
Un tratto delle mura dell'abbazia di Jervaulx

L'abbazia di Jervaulx (in inglese: Jervaulx Abbey) è un'abbazia cistercense in rovina del villaggio inglese di East Witton, nella Wensleydale (valle un tempo nota appunto come Jervaulx, Jervaux, Joreval, ecc., dal nome del fiume Ure), nel North Yorkshire (Inghilterra nord-orientale), costruita a partire dal 1156.
L'edificio è classificato come monumento di primo grado ed è di proprietà privata.

## Storia
L'abbazia di Jervaulx fu eretta nella sede attuale nel 1156, sotto il regno di Enrico II d'Inghilterra da Acarius FitzBardolf, come "figlia" dell'abbazia di Byland. In origine, i monaci avevano fondato l'abbazia a Fors, a qualche chilometro di distanza, ma in seguito si trasferirono nella sede definitiva, dato che il terreno di Fors era scarsamente coltivabile.
Nel 1279, nell'abbazia di Jervaulx si assistette all'omicidio dell'abate Philip ad opera di uno dei monaci. Il successore di Philip, Thomas, fu in seguito accusasto di complicità nel delitto, ma poi fu prosciolo da ogni accusa.
Nel 1380, l'abbazia poteva ospitare appena sedici monaci, dato che le sue dimensioni erano ridotte rispetto ad altre abbazie cistercensi dell'epoca.
Nel 1403, visto l'impoviremento dell'abbazia, il complesso religioso di Jervaulx ottenne da Bonifacio IX la dispensa papale.
L'abbazia venne distrutta durante l'opera di dissoluzione dei monasteri voluta da Enrico VIII d'Inghilterra: nel corso di quest'opera, il tetto dell'abbazia fu privato del piombo e la chiesa venne demolita con della polvere da sparo, Dopo la chiusura dell'abbazia, i monaci che vi risiedevano furono imprigionati nella Torre di Londra.
Agli inizi del XIX secolo, furono operati dei lavori di scavo lungo l'abbazia per volere di Lord Aylesbury, che vi fece piantare vari tipi di fiori e piante.), Lungo le rovine dell'abbazia, crescono così oggi circa 180-200 varietà di fiori e piante selvatiche.